# Andrea Dovizioso
Andrea Dovizioso (sinh ngày 23  tháng 3 năm 1986) là một tay đua MotoGP người Ý. Dovizioso đã một lần lên ngôi vô địch thể thức 125cc năm 2004 và có rất nhiều chiến thắng chặng. Mùa giải 2021, Dovizioso thi đấu cho đội đua Sepang Racing.

## Sự nghiệp
Bắt đầu từ năm 2001 đến 2004, Dovizioso thi đấu thể thức 125cc, anh đoạt chức vô địch mùa giải 2004. Từ năm 2005 đến 2007, Dovizioso chuyển lên thi đấu thể thức 250cc nơi anh có hai lần giành ngôi Á quân và một lần về ba.
Từ năm 2008, Dovizioso chuyển lên thi đấu thể thức MotoGP. Đội đua đầu tiên của anh là Scot Racing Team, một vệ tinh của Honda. Anh có lần đầu tiên lên podium ở chặng đua GP Malaysia 2008.
Năm 2009-2011, Dovizioso chuyển lên đội đua xưởng Repsol Honda. Ở đây thì kết quả thi đấu của anh khá lép vế so với hai đồng đội Casey Stoner và Dani Pedrosa. Kỷ niệm đẹp nhất của Dovizioso trong thời gian này là chiến thắng thể thức MotoGP đầu tiên ở chặng đua GP Anh 2009, đây là chặng đua GP Anh cuối cùng diễn ra ở trường đua Donington Park trước khi nó được dời sang trường đua Silverstone từ năm 2010.
Năm 2012, Dovizioso đua một mùa giải cho đội đua Tech 3 Yamaha, anh là chủ lực của đội đua này với 6 lần lên podium.
Năm 2013, Dovizioso gia nhập đội đua Ducati, cho đến năm 2015, anh và Ducati không cạnh tranh được với Honda và Yamaha nên đã không có được chiến thắng nào.
Năm 2016, Dovizioso tìm được chiến thắng đầu tiên của anh cho đội đua Ducati ở chặng đua GP Malaysia. Đỉnh cao của Dovizioso là mùa giải 2017, anh giành được 6 chiến thắng để kéo cuộc đua vô địch với Marc Marquez tới chặng đua cuối cùng.
Năm 2018 và 2019, Dovizioso vẫn giành ngôi Á quân nhưng số lần chiến thắng của anh đã giảm đi rõ rệt. Mùa giải 2018 anh giành được 4 chiến thắng (Qatar, Séc, San Marino và Valencia), sang năm 2019 chỉ còn 2 chiến thắng ở Qatar và Red Bull Ring. Ở chặng đua GP Anh 2019, Dovizioso gặp tai nạn nghiêm trọng với Fabio Quartararo khiến anh bị mất trí nhớ tạm thời.
Năm 2020, Dovizioso lên podium ở chặng đua mở màn GP Tây Ban Nha, sau đó có chiến thắng ở GP Áo. Đó cũng là hai lần duy nhất mà Dovizioso lên podium ở mùa giải này. Chung cuộc anh chỉ xếp thứ tư và quyết định không gia hạn hợp đồng với đội đua Ducati.
Đầu năm 2021, Dovizioso nhận công việc thử xe ở đội đua Aprilia. Đến cuối năm, anh nhận lời mời của Yamaha để đua cho đội đua Sepang Racing.

## Thống kê thành tích
| Năm       | Giải đua  | Xe                      | Đội đua              | Số xe     | Sô chặng | Win | Podium | Pole | FLap | Điểm | Hạng  | Vô địch |
| --------- | --------- | ----------------------- | -------------------- | --------- | -------- | --- | ------ | ---- | ---- | ---- | ----- | ------- |
| 2001      | 125cc     | Aprilia RS 125          | RCGM Rubicone Corse  | 51        | 1        | 0   | 0      | 0    | 0    | 0    | NC    | –       |
| 2002      | 125cc     | Honda RS125R            | Scot Racing Team     | 34        | 16       | 0   | 0      | 0    | 0    | 42   | 16th  | –       |
| 2003      | 125cc     | Honda RS125R            | Scot Racing Team     | 34        | 16       | 0   | 4      | 1    | 0    | 157  | 5th   | –       |
| 2004      | 125cc     | Honda RS125R            | Scot Racing Team     | 34        | 16       | 5   | 11     | 8    | 3    | 293  | 1st   | 1       |
| 2005      | 250cc     | Honda RS250RW           | Scot Racing Team     | 34        | 16       | 0   | 5      | 0    | 1    | 189  | 3rd   | –       |
| 2006      | 250cc     | Honda RS250RW           | Scot Racing Team     | 34        | 16       | 2   | 11     | 2    | 4    | 272  | 2nd   | –       |
| 2007      | 250cc     | Honda RS250RW           | Scot Racing Team     | 34        | 17       | 2   | 10     | 2    | 3    | 260  | 2nd   | –       |
| 2008      | MotoGP    | Honda RC212V            | Scot Racing Team     | 4         | 18       | 0   | 1      | 0    | 0    | 174  | 5th   | –       |
| 2009      | MotoGP    | Honda RC212V            | Repsol Honda Team    | 4         | 17       | 1   | 1      | 0    | 0    | 160  | 6th   | –       |
| 2010      | MotoGP    | Honda RC212V            | Repsol Honda Team    | 4         | 18       | 0   | 7      | 1    | 1    | 206  | 5th   | –       |
| 2011      | MotoGP    | Honda RC212V            | Repsol Honda Team    | 4         | 17       | 0   | 7      | 0    | 1    | 228  | 3rd   | –       |
| 2012      | MotoGP    | Yamaha YZR-M1           | Monster Yamaha Tech3 | 4         | 18       | 0   | 6      | 0    | 0    | 218  | 4th   | –       |
| 2013      | MotoGP    | Ducati Desmosedici GP13 | Ducati Team          | 04        | 18       | 0   | 0      | 0    | 0    | 140  | 8th   | –       |
| 2014      | MotoGP    | Ducati Desmosedici GP14 | Ducati Team          | 04        | 18       | 0   | 2      | 1    | 0    | 187  | 5th   | –       |
| 2015      | MotoGP    | Ducati Desmosedici GP15 | Ducati Team          | 04        | 18       | 0   | 5      | 1    | 0    | 162  | 7th   | –       |
| 2016      | MotoGP    | Ducati Desmosedici GP16 | Ducati Team          | 04        | 18       | 1   | 5      | 2    | 1    | 171  | 5th   | –       |
| 2017      | MotoGP    | Ducati Desmosedici GP17 | Ducati Team          | 04        | 18       | 6   | 8      | 0    | 2    | 261  | 2nd   | –       |
| 2018      | MotoGP    | Ducati Desmosedici GP18 | Ducati Team          | 04        | 18       | 4   | 9      | 2    | 5    | 245  | 2nd   | –       |
| 2019      | MotoGP    | Ducati Desmosedici GP19 | Ducati Team          | 04        | 19       | 2   | 9      | 0    | 1    | 269  | 2nd   | –       |
| 2020      | MotoGP    | Ducati Desmosedici GP20 | Ducati Team          | 04        | 14       | 1   | 2      | 0    | 0    | 135  | 4th   | –       |
| 2021      | MotoGP    | Yamaha YZR-M1           | Petronas Yamaha SRT  | 04        | 1        | 0   | 0      | 0    | 0    | 0*   | 30th* | –       |
| Tổng cộng | Tổng cộng | Tổng cộng               | Tổng cộng            | Tổng cộng | 328      | 24  | 103    | 20   | 22   | 3769 |       | 1       |